# Friedrich Lucae (Geistlicher)

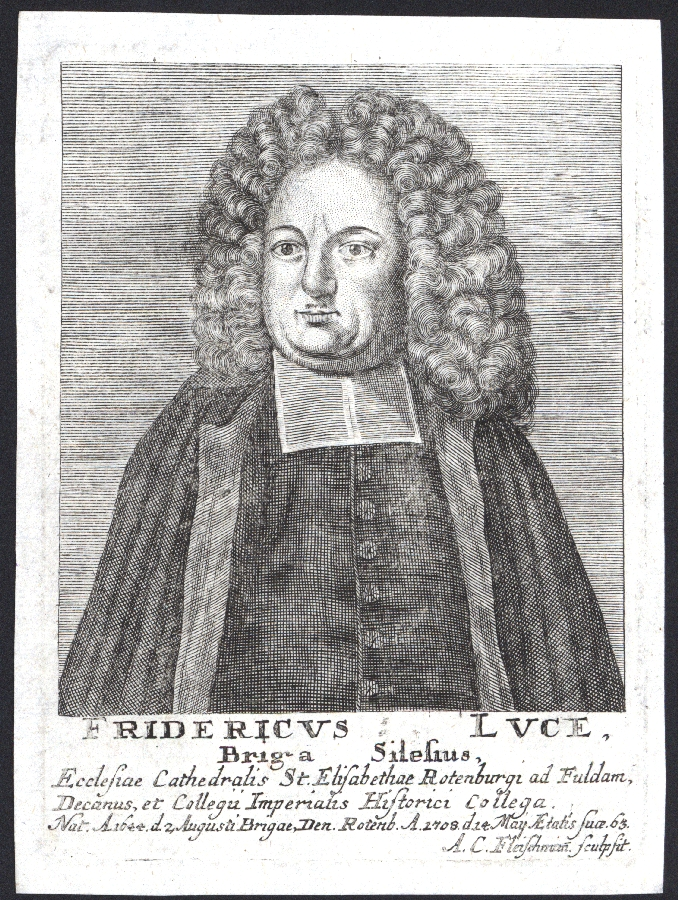
Friedrich Lucae

Friedrich Lucae (latinisiert aus:) Friedrich Lichtstern (* 1644; † 1708 in Rotenburg, Oberrheinischer Kreis) war ein deutscher reformierter Pfarrer und schlesischer Chronist.

## Leben
Friedrich Lucae entstammte einer Familie reformierten Glaubensbekenntnisses. Sein Vater Johann Lucae war Professor am fürstlichen Gymnasium in Brieg. Ebendort besuchte Friedrich Lucae die Schule, bevor er sich zum Theologiestudium 1662 an der Universität Heidelberg immatrikulierte. Es folgten 1664 und 1665 Studien an der Universität Nimwegen, der Universität Utrecht, der Universität Leiden und schließlich 1667 an der Brandenburgischen Universität Frankfurt. Im Jahre 1668 fand er Anstellung als zweiter Hofprediger in Brieg, wurde aber kurze Zeit später zum ersten Hofprediger der Liegnitzer Herzöge berufen.
Nach dem Tod des Herzogs Georg Wilhelm I., mit dem das Geschlecht der Schlesischen Piasten 1675 erlosch, fielen die Herzogtümer Liegnitz, Brieg und Wohlau durch Heimfall an die Krone Böhmen, die seit 1526 die Habsburger innehatten. Sie verfolgten eine strenge Rekatholisierung in den Herzogtümern. Nachdem die Liegnitzer Schlosskirche geschlossen wurde, emigrierte Friedrich Lucae. 1676 wurde er in Kassel durch die Landgräfin Hedwig Sophie von Hessen-Kassel als Oberpfarrer in der dortigen Magdalenenkirche aufgenommen. Im Jahre 1685 stieg er zum zweiten Hofprediger auf. Nur wenige Jahre später berief ihn der Fürst von Nassau-Siegen als Kirchenrat und Inspektor des Schulwesens nach Siegen. 1694 kehrte er nach Hessen zurück und wurde Metropolitan in Spangenberg, wechselte aber bereits um 1696 nach Rotenburg, um wieder als Oberpfarrer tätig zu werden. Dort war er gleichzeitig und bis zu seinem Tod Dechant des Elisabethstiftes und Metropolitan der Diözese. Die in seiner Chronik der Stadt Rotenburg (Das edle Kleinod an der hessischen Landeskrone) enthaltenen Wörterliste der gesprochenen Sprache in Rotenburg gilt als der älteste schriftlich überlieferte Beleg einer hessischen Mundart.
Zu seinen Nachfahren zählen Samuel Christian, Friedrich und Gustav Lucae.

## Schriften
- Geistlichen Weltschlüssel. Frankfurt a. M. 1679.
- Schlesische Fürsten-Krone oder eigentliche wahrhaffte Beschreibung Ober- und Nieder-Schlesiens etc. Frankfurt a. M. 1685.
- Schlesiens curieuse Denckwürdigkeiten oder vollkommene Chronica von Ober- und Nieder-Schlesien. 2 Bände, Knoch, Frankfurt a. M. 1689 (Digitalisat).
- Das edle Kleinod an der hessischen Landeskrone. 1701 (Neuausgabe, bearbeitet von Hans-Günter Kittelmann. Verein für Hessische Geschichte und Landeskunde, Kassel 1996. ISBN 3-925333-29-0).
- Oraniens Triumph- und Ehrenfahne. 1702.
- Des Heil. Römischen Reichs Uhralter Graffen-Saal. Knoch, Frankfurt a. M. 1702.
- Des Heiligen Römischen Reichs Uhralter Fürstensaal. Knoch, Frankfurt a. M. 1705 (Digitalisat).